# 설양
설양(薛穰, ? ~ ?)은 전한 중기의 제후로, 개국공신 설구의 증손이자 승상 설택의 아들이다.

## 행적
원삭 4년(기원전 125년), 설택의 뒤를 이어 평극후(平棘侯)에 봉해졌다.
원수 원년(기원전 122년), 반란을 모의한 회남왕 유안으로부터 재화를 받고 그의 신하를 칭한 죄로 작위가 박탈되었다.
선제 치세인 원강 4년(기원전 62년), 설구의 현손인 장안대부 설거병(薛去病)이 조서를 받고 가문을 일으켰다.

## 출전
- 사마천, 《사기》 권18 고조공신후자연표
- 반고, 《한서》 권16 고혜고후문공신표

| 선대 아버지 평극절후 설택 | 전한의 평극후 기원전 124년 ~ 기원전 122년 | 후대 (봉국 폐지) |